# Jan Skerfe

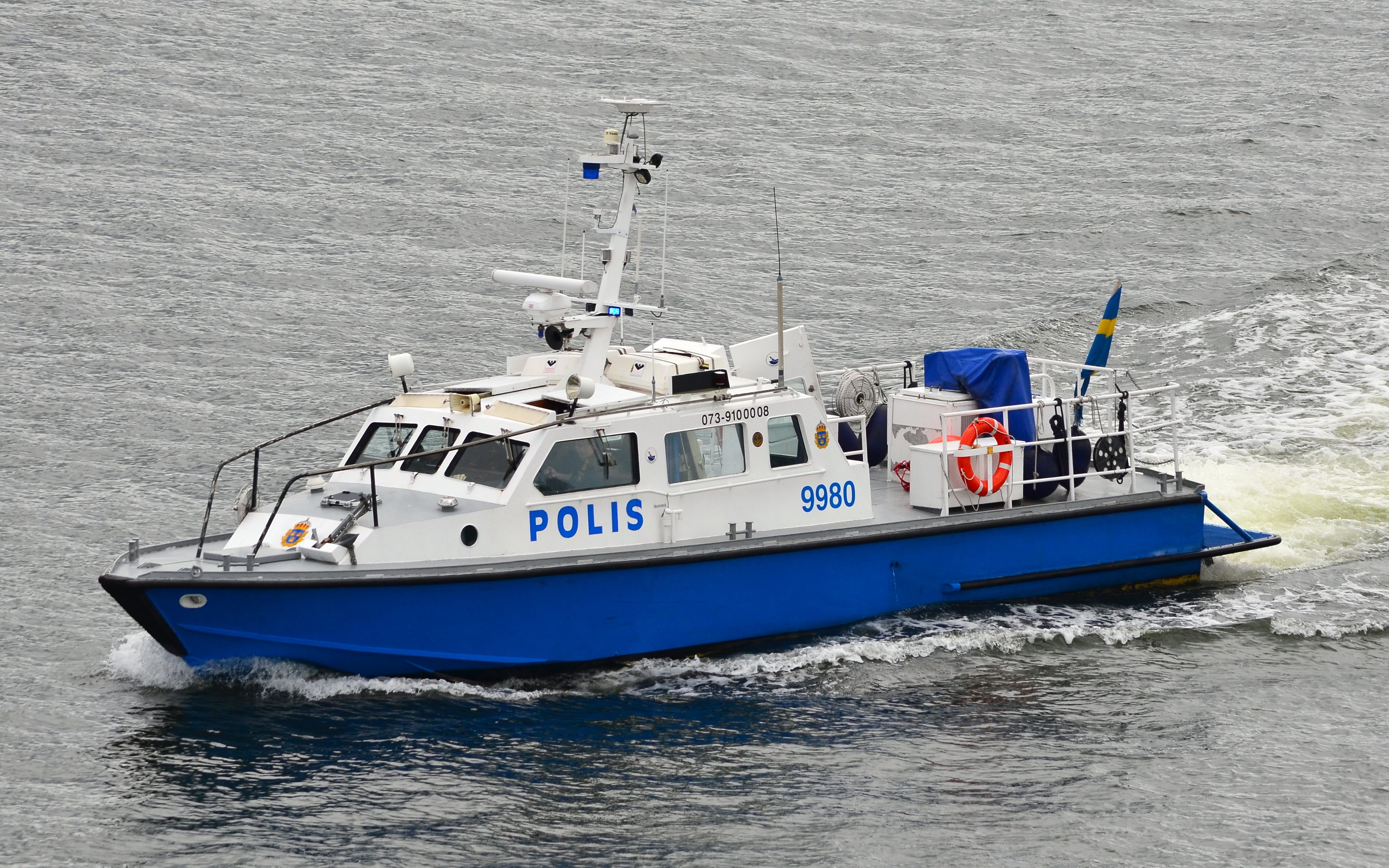
Polisbåt 39-9980, ritad av Jan Skerfe, byggd av Gotlands varv.

Jan Erik Skerfe, född 20 maj 1922 i Maria Magdalena församling, Stockholm, död 25 mars 2008 i Gryts församling, Östergötlands län
, var en svensk båtkonstruktör.
Jan Skerfe utbildade sig i nationalekonomi och historia vid Uppsala universitet och i geografi på Stockholms högskola. Han var lärare och studierektor i Stockholm. Han började senare att rita båtar, med början med en 10 meter lång segelbåt med fenköl och separat roder 1961, som byggdes i Östhammar och blev framgångsrik i Gotland runt.
Han blev känd för sina konstruktioner av bruksbåtar för skärgårdsbruk med aluminiumskrov, som han började rita och bygga 1971 i Gryt. Bland dessa var transportfärjor, passagerarbåtar, taxibåtar, arbetsbåtar för brandförsvaret, ett flertal polisbåtar, läkarbåtar och ruffade kabinbåtar. 
Westerbergs båtvarv i Långviksnäs på Möja har byggt många Skerfe-båtar.

## Byggda båtar i urval
- Rescue Samariten, sjöräddningskryssare, byggd 1990 på Kållandsö Varv på Kållandsö i Vänern
- HMS Rödnäbba, byggd som taxibåten Långgarn, senare persontransportbåt i Marinen[2]
- Doc, tidigare läkarbåt på Djurö, 1981–1982, aluminium, från 2011 taxibåt i Stavsnäs[3]
- "Skerfe-klass" polisbåtar till Sjöpolisen i Stockholm och Sjöpolisen i Göteborg, 1989–1992, byggda på Valdemarsviks båtvarv och Gotlands varv